# アイスクリーム夢少女
アイスクリーム夢少女（アイスクリームシンデレラ）は、日本の女性アイドルグループ。愛称はアイデレ。ファンはフレーバーと呼ばれる。

## 概要
アメリカン衣装に身を包み、一口食べればたちまち虜になっちゃうアイスクリームをお届けするシンデレラをコンセプトとして活動する。
メンバーカラーは全員アイスにちなんだカラーである。
TwinBoxGARAGEにて行われた初のワンマンライブ「私たちがアイデレですっ!～夢少女と物語のはじまり～」では100名を超える動員を達成している。

## 略歴
- 2019年
  - 4月15日 ：アイスクリーム夢少女結成。
  - 5月22日 ：グループ本格活動開始。
  - 6月11日 ：TwinBoxGARAGEにて、初のワンマンライブ「私たちがアイデレですっ!～夢少女と物語のはじまり～」を開催。
  - 6月22日 ：楽曲「夢恋メリーゴーランド」、カラオケ機種JOYSOUNDにて配信開始。
  - 6月26日 ：初のミニアルバム「Sweet Pop'n Roller」を発売。
  - 6月27日 ：楽曲「夢恋メリーゴーランド」、カラオケの鉄人にて配信開始。
  - 7月8日 ：渋谷109の映像モニターに「夢恋メリーゴーランド」のPVが同月の14日まで公開される。
  - 8月16日 ：乙女まにがグループを卒業。同時に、鏡栖ゆあ、優妃さゆの２名がメンバー加入。
  - 8月22日 ：鏡栖ゆあ、優妃さゆの2名を加えたメンバー6人体制による活動開始
  - 10月18日 ：天草こえだがグループを卒業。
  - 11月26日 ：2ndワンマンライブ開催決定。
- 2020年
  - 3月5日：天華めあり、愛乃なのの2名を加えたメンバー7人体制による活動開始。
  - 5月22日：3rdワンマンライブ渋谷Duoワンマン(新型コロナウイルスの影響で延期)。
  - 5月31日：鏡栖ゆあがグループを卒業。
  - 7月29日：1周年記念3rdワンマンライブ渋谷Duoにて開催。新メンバー甘夢りぼん加入発表。
  - 12月15日：2021年3月に開催する「東名阪仙ツアー〜アイスと魔法がとける前に〜」をもって解散し、同ツアーファイナルの3月25日の東京公演以降、グループ名を「バブルバビデガム!!」に変えて活動を行っていくことを発表[2]。
- 2024年
  - 6月30日、メンバーを一新して復活。

## メンバー

### 現メンバー
| 名前     | 誕生日   | 担当カラー                   | あだ名                           | 活動開始日    | 備考                               |
| -------- | -------- | ---------------------------- | -------------------------------- | ------------- | ---------------------------------- |
| リボン   | 10月11日 | キャンディパープル           | ぼんちゃん                       | 初期          | 元バブルバビデガム!!（甘夢りぼん） |
| モナカ   | 9月20日  | ぽっぴんぐりーん             | もなか、もな                     | 初期          |                                    |
| ミム     | 3月6日   | ミルクホワイト               | みむち                           | 初期          | 元傾奇隊                           |
| シフォン | 8月19日  | ブルーベリーブルー           | ふぉんふぉん、シフォ姉           | 初期          | 元傾奇隊（はるひ）                 |
| ハユン   | 5月29日  | ストロベリーレッド           | ハユン                           | 初期          | 元傾奇隊                           |
| サクラ   | 2月23日  | レモンイエロー               | サクラ、さーさん                 | 初期          | 元傾奇隊                           |
| ユメ     | 7月8日   | むちゃオレンジ               | ユメちゃん、ゆめめ               | 初期          | 元傾奇隊                           |
| ララ     | 3月14日  | めろめろちぇりーぴんく       | ららぴょん、らーたん             | 初期          | 元傾奇隊                           |
| ラテ     | 12月14日 | 抹茶グリーン                 | ラテちゃ、らってぃー、ちゃちゃ   | 初期          |                                    |
| サアヤ   | 10月7日  | ゆずのはイエロ～             | さあや、さぁちゃん               | 2024年8月24日 |                                    |
| マル     | 3月22日  | たんぽぽいろ                 | まる                             | 2024年8月24日 |                                    |
| メルト   | 1月5日   | いちごみるく                 | めち、めるてぃー                 | 2024年8月24日 | 元傾奇隊                           |
| ミュウ   | 12月15日 | むてきのきゅあすいーとぴんく | みゅうちゃん・みゅてん・みゅたま | 2024年8月24日 | 元傾奇隊                           |
| リコ     |          | 東雲ブルー                   |                                  | 2025年1月19日 |                                    |
| ノコ     | 12月31日 | プリンイエロー               | ノコ、ノコノコ                   | 2025年1月19日 | 元傾奇隊                           |
| オトカ   |          | メロングリーン               |                                  | 2025年1月19日 | 元傾奇隊（から）                   |

### 元メンバー
| 名前   | 誕生日  | 担当カラー           | あだ名                     | 活動期間 | 備考     |
| ザクロ | 9月28日 | フランボワーズレッド | ざく、ざくろん、ざくろーる |          | 元傾奇隊 |
| テン   | 5月5日  | しゅわしゅわそーだ   | てんたん、てち             |          | 元傾奇隊 |

### 解散時メンバー
| 名前                            | 誕生日   | 出身場所     | 愛称                     | 趣味                                            | 担当色                                           | 備考                |
| ------------------------------- | -------- | ------------ | ------------------------ | ----------------------------------------------- | ------------------------------------------------ | ------------------- |
| 姫宮いちご (ひめみやいちご)     | 12月27日 | いちごの国   | いーちゃん、いちごちゃん | ヲタ活 食べること 寝ること 踊ること             | めろめろいちごみるく/ぴんく                      | 終身名誉あるばいと  |
| 銀河なづな (ぎんがなづな)       | 7月21日  | ぎんが       | なんなちゃん             | ギター弾き語り                                  | 最強ばにら                                       |                     |
| 寝求もね (ねもともね)           | 12月16日 | 神奈川県     | ねもち、もねちゃん       | オシャレ、SNS                                   | ぴかぴかレモン黄色                               | 2代目店長(リーダー) |
| 優妃さゆ (ゆうひさゆ)           | 11月19日 | たこやきの国 | さゆちゃん、さゆりぃ     | 猫と遊ぶ お風呂に入る お昼寝 可愛い子を見つめる | あの日見た太陽の名前を僕達はまだ知らないオレンジ |                     |
| 愛乃 なの (なの なの)           | 3月1日   | 東京都       | なのちゃん               | ねこカフェ                                      | 和ミントグリーン                                 |                     |
| 甘夢 りぼん (きゃらめる りぼん) | 10月11日 | 神奈川県     | ぼんちゃん               | 洋裁 お絵描き                                   | ぱちぱちポッピングレープ                         |                     |

### 元メンバー
| 名前                       | 誕生日   | 卒業日         | 備考               |
| -------------------------- | -------- | -------------- | ------------------ |
| 乙女まに(いつにょまに)     | 11月3日  | 2019年8月16日  |                    |
| 天草こえだ(あまくさこえだ) | 10月18日 | 2019年10月18日 | 初代店長(リーダー) |
| 鏡栖 ゆあ(ありすゆあ)      | 4月1日   | 2020年5月31日  |                    |
| 天華 めあり(てんかめあり)  | 1月7日   | 2020年8月21日  |                    |

## CD作品

### アルバム
|     | タイトル            | 発売日         | 収録曲 |
| --- | ------------------- | -------------- | --- |
| 1st | Sweet Pop'n Roller  | 2019年6月26日  | 1. 夢恋メリーゴーランド 2. 青春ビタースイーツ 3. Dancingヤバ to Night 4. I Scream GO GO! 5. Kiss me                                   |
| 2nd | Hushhush Tea Party! | 2019年12月20日 | 1. 青春オレンジシャーベット 2. 黄昏チョコミント 3. 悪戯キャラメルパンプキン 4. 曖昧コットンキャンディ 5. ごちゃまぜ♡カオス♡クッキング |

#### 配信シングル
|     | 開始日                   | タイトル       | 備考                         |
| --- | ------------------------ | -------------- | ---------------------------- |
| 1st | 青春オレンジシャーベット | 2019年8月29日  | 音楽ダウンロードサイトで配信 |
| 2nd | 黄昏チョコミント         | 2019年9月13日  | 音楽ダウンロードサイトで配信 |
| 3rd | 悪戯キャラメルパンプキン | 2019年10月22日 | 音楽ダウンロードサイトで配信 |
| 4th | 曖昧コットンキャンディ   | 2019年11月9日  | 音楽ダウンロードサイトで配信 |
| 5th | 得も言われぬエモーション | 2020年11月30日 | 音楽ダウンロードサイトで配信 |

## 出演

### テレビ
- @JAM ONLINE FESTIVAL 2020 完全版スペシャル！！【Futureステージ　完全版スペシャル！！ DAY1】（日テレプラス 2020年12月11日）